# Joachim von Büren
Joachim von Büren (* im 16. Jahrhundert; † 18. Juli 1557) war Domherr in Münster und Paderborn.

## Leben
Joachim von Büren entstammte dem westfälischen Adelsgeschlecht Büren, das zeitweise eines der mächtigsten im Bistum Paderborn war und dessen Angehörige sich während der Reformation überwiegend zum Calvinismus bekannten. Bis auf den Paderborner Domherrn Bernhard von Büren († 1580), der evangelisch war, gehörten die Dignitäten aus dem Haus von Büren dem katholischen Glauben an.
Joachim war der Sohn des Johann von Büren († 1535) und dessen Gemahlin Clara von Hatzfeld. Im Jahre 1546 erhielt er eine münstersche Dompräbende. In Paderborn kam er 1553 in den Besitz einer Präbende. Adolf von Raesfeld trat seine Nachfolge als Domherr an.